# 第4回日本アイスホッケーリーグ
第4回日本アイスホッケーリーグ（だい4かいにほんアイスホッケーリーグ）は1969年11月8日から12月21日まで開催された。5チームが2試合ずつ総当たりで対戦、7勝1敗で王子製紙が2年連続2度目の優勝を果たした。
MVPには15得点、10アシストをあげた王子製紙の引木孝夫が選ばれた。この年若林仁の弟、ハーブ若林が西武鉄道に加入した。また岩倉組の岩本宏二が西武鉄道に移籍したが、これはリーグ発足以来初の移籍であった。

## チーム成績
|    | チーム                       | 試合数 | 勝 | 敗 | 分 | 得点 | 失点 | 勝ち点 |
| -- | ---------------------------- | ------ | -- | -- | -- | ---- | ---- | ------ |
| 1. | 王子製紙アイスホッケー部     | 8      | 7  | 1  | 0  | 62   | 13   | 14     |
| 2. | 西武鉄道アイスホッケー部     | 8      | 6  | 2  | 0  | 63   | 26   | 12     |
| 3. | 岩倉組アイスホッケー部       | 8      | 4  | 4  | 0  | 45   | 37   | 8      |
| 4. | 古河電工アイスホッケー部     | 8      | 2  | 6  | 0  | 22   | 63   | 4      |
| 5. | 福徳相互銀行アイスホッケー部 | 8      | 1  | 7  | 0  | 11   | 64   | 2      |

## 個人成績

### 得点
|    | 選手名     | 所属 | 得点 |
| -- | ---------- | ---- | ---- |
| 1. | 引木孝夫   | 王子 | 15   |
| 2. | 黒川秀明   | 王子 | 11   |
| 3. | メル若林   | 西武 | 10   |
| 3. | 岩本宏二   | 西武 | 10   |
| 5. | 伊藤実     | 岩倉 | 9    |
| 5. | ハーブ若林 | 西武 | 9    |

### アシスト
|    | 選手名     | 所属 | アシスト |
| -- | ---------- | ---- | -------- |
| 1. | 岩本宏二   | 西武 | 15       |
| 2. | 引木孝夫   | 王子 | 10       |
| 3. | ハーブ若林 | 西武 | 8        |
| 4. | 黒川秀明   | 王子 | 5        |
| 5. | 引木孝夫   | 岩倉 | 5        |
| 4. | 門馬信男   | 古河 | 5        |

## オールスター
| ゴールテンダー | 大坪利満 （王子） | 大坪利満 （王子） | 大坪利満 （王子） | 大坪利満 （王子） | 大坪利満 （王子） | 大坪利満 （王子） |
| ディフェンス   | 金入孝明 （王子） | 金入孝明 （王子） | 金入孝明 （王子） | 中野晃 （王子）   | 中野晃 （王子）   | 中野晃 （王子）   |
| フォワード     | 引木孝夫 （王子） | 引木孝夫 （王子） | 岩本宏二 （西武） | 岩本宏二 （西武） | メル若林 （西武） | メル若林 （西武） |